# Prowincja An-Na’ama
Prowincja An-Na’ama (arab. ولاية النعامة) – jedna z 48 prowincji Algierii, znajdująca się w zachodniej części kraju. 